# Eventyrer
En eventyrer er en person som søger eller ernærer sig ved spændende, eksotiske og farlige projekter, som for eksempel at grave efter guld, bestige bjerge eller rejse i ukendte og svært tilgængelige områder. Gennem historien har eventyrere spillet en afgørende rolle i at udforske, kortlægge verden og formidle deres oplevelser ved hjemkomst.
Engang om ugen samles mange af de mest drevne eventyrer i Eventyrernes Klub

## Eventyrer

### Historiske
- Vitus Bering (1681-1741): En dansk opdagelsesrejsende i russisk tjeneste, Bering er mest kendt for sine to ekspeditioner til det nordøstlige Sibirien og Nordamerika. Han ledede Kamtjatka-ekspeditionerne og spillede en central rolle i at kortlægge de nordlige dele af Stillehavet samt at opdage Alaska. Beringstrædet, som adskiller Asien fra Nordamerika, er opkaldt efter ham.
- Jens Munk (1579-1628): En dansk-norsk opdagelsesrejsende og navigatør, Munk er kendt for sin ekspedition i 1619-1620, hvor han søgte efter Nordvestpassagen. Han ledte en ekspedition med to skibe, "Enhiørningen" og "Lamprenen", til Hudson Bay. Selvom hans mission mislykkedes, og mange af hans mænd omkom, bidrog hans detaljerede rapporter væsentligt til den arktiske udforskning.
- Peter Freuchen (1886-1957): En dansk opdagelsesrejsende, forfatter, journalist og antropolog, Freuchen er kendt for sine ekspeditioner til Arktis. Han deltog i flere ekspeditioner til Grønland og var med til at etablere handelsstationen Thule. Han skrev også flere bøger om sine erfaringer og om de inuit-kulturer, han mødte. Han stiftede Eventyrernes Klub i 1938.
- Lauge Koch (1892-1964): En geolog og arktisk opdagelsesrejsende, Koch ledte flere ekspeditioner til Grønland. Hans arbejde bidrog væsentligt til forståelsen af Grønlands geologi og glaciologi.
- Knud Rasmussen  (1879-1933): En dansk grønlandsk polarforsker og antropolog, Rasmussen er kendt for sine omfattende studier af inuit-kulturer. Han ledte flere store ekspeditioner. 1921-1924 blev Knud Rasmussens største og mest betydningsfulde ekspedition, 5. Thule-ekspedition, gennemført med omfattende arkæologiske og etnografiske undersøgelser blandt inuit i Canada. I fortsættelse heraf berejste Knud sammen med fotografen Leo Hansen og de to inughuit fra Thule, Arnarulunnguaq og Qaviarsuaq Miteq, det amerikanske kontinents nordlige kyststrækning til Nome i Alaska, hvorfra han sejlede over Beringstrædet for at besøge yupiget (eskimoer) i Tjukotka.
- Carsten Niebuhr (1733-1815): En dansk-tysk kartograf og opdagelsesrejsende, Niebuhr var det eneste overlevende medlem af den danske ekspedition til Arabien i 1761-1767. Han er anerkendt for sine nøjagtige observationer og kortlægning af områder i Mellemøsten.
- Ole Olufsen (1865-1929): Opdagelsesrejsende og forfatter, som ledte flere ekspeditioner til Centralasien i slutningen af det 19. århundrede og bidrog til geografisk og etnografisk forståelse af regionen.
- Estrid Ott (14. maj 1900 i København – 19. maj 1967 i Roskilde) var en dansk forfatter og journalist. Undertiden udgav hun sine værker under pseudonymerne Magnus Moen og Peter Vandresen.

Disse eventyrere har bidraget væsentligt til udforskningen og forståelsen af fjerne og ofte utroligt udfordrende dele af verden. Deres rejser og bedrifter fortsætter med at inspirere nye generationer af opdagelsesrejsende og eventyrere.

### Moderne
- Troels Kløvedal (født Troels Beha Erichsen 2. april 1943 i København, død 23. december 2018 i Gravlev, Fuglslev Sogn, Ebeltoft) var en dansk forfatter, langturssejler og foredragsholder med base i Ebeltoft, som var kendt for sine jordomrejser med stålskibet Nordkaperen, som han sammen med to venner købte i 1967.
- John Andersen (født 30. juni 1943) er en dansk arkitekt, polarforsker, forfatter og eventyrer. Andersen har rejst i Grønland siden 1960 på meget forskellige ekspeditioner fra bjergbestigning, arkæologi (Eigil Knuth 1965-66) til isbjørnemærkninger (Christian Vibe i 1974-75). Han gennemførte den første danske krydsning af Grønlands indlandsis på ski i 1971. Han roede rundt om Grønland i kajak fra 1976 til 2010.
- Hjalte Tin (født 8. september 1953 på Nørrebro, København) er en dansk forfatter, forsker, kronikør, klummeskribent, foredragsholder og phd-forsker ved Center for Kulturforskning, Århus Universitet. Han har rejst verden rundt på motorcykel sammen med sin kone Nina rasmussen og deres børn.
- Nina Rasmussen (født 6. august 1942 i København) er en dansk forfatter, eventyrer og foredragsholder. Er uddannet på Kunsthåndværkerskolen i København i perioden 1958-1962 som tekstiltegner.
- Helle Løvevild Golman (født 1974) er arkæolog og naturfotograf, Helle er uddannet i Nærorientalsk Arkæologi på Københavns Universitet og som ranger i Sydafrika, og havde også valgt at forfølge drømmen om at bruge sit liv i naturen på at udforske og opleve klodens naturlige vidundere.
- Uri Golman (Løvevild) (født 1974) er en dansk naturfotograf og forfatter, som hovedsagelig beskæftiger sig med arktisk fotografering.
- Morten Kirckhoff (født 24. februar 1971) er en dansk eventyrer, foredragsholder, tv-vært og iværksætter, der er kendt fra den utraditionelle rejsereportage-serie Nul stjerner (2019- ) og Alt Forladt på DR2.
- Jakob Urth (Født i 1976) Har gennem mere end 20 år har Jakob Urth dyrket sin passion for bjerge og er i dag, Danmarks mest aktive og succesfulde bjergbestiger/guide.
- Tore Grønne Forfatter, journalist & foredragsholder. 50.000 km på cykel - bl.a. Kina-Danmark. Trekking i Himalaya. 10 år i USA. Kriminalreporter i Bombay. Reportager fra 6 kontinenter.
- Bjørn Harvig (f. 1980), tidligere formand for Eventyrernes Klub. Eventyrer, foredragsholder og forfatter, der har rejst verden rundt til fods og på cykel, ofte på jagt efter unikke historier. Vært på den yderste grænse.
- Nikolaj Kirk (født 5. februar 1975) er en dansk kok, kogebogsforfatter og tv-vært. Har i mere end 100 programmer været medvært på det populære tv-program ”Nak&æd”, hvor han sammen med naturmanden og jægeren Jørgen Skouboe tager på jagt rundt omkring i Danmark og i udlandet og efterfølgende tilbereder maden i den vilde natur.
- Nicolai Bangsgaard (født 1976). Antropolog, foredragsholder og forfatter. Rejste fra 2006-2010 jorden rundt på cykel gennem 53 lande. I 2023-2024 rejste han i sit projekt 'Den Globale Triatlon' jorden rundt på cykel, på løbehjul og i løb.
- Jakob Øster (født 1971) er en dansk forfatter, rejsejournalist og foredragsholder. I 2019 blev han den yngste dansker, der havde besøgt alle verdens lande og kontinenter. For landets største dagblade har han dokumenteret adskillige sjældent afholdte afrikanske ceremonier og har skrevet reportager fra mere end 160 FN-lande.
- Torbjørn C. Pedersen (født 1978) blev i 2023 - efter en knap ti år lang rejse - den første person i verdenshistorien, der havde besøgt alle verdens lande i én sammenhængende rejse og fuldstændig uden at flyve. Undervejs opholdt han sig i hvert af de 203 lande i minimum 24 timer og vendte ikke hjem til Danmark før projektet var fuldført.
- Martin Lohmann Møller (født 21. april 1981 i jægerspris) , Kendt for sine imponerende cykelrejser, har cyklet mere end 70.000 km (Americas by bike 22.000 km og Rotterdam til Kathmandu 38.000 km). Med sin solo vandring gennem Wakhan Korridoren i Afghanistan, repræsenterer Martin den moderne eventyrer der kombinerende fysiske udfordringer med dyb kulturel indsigt og global bevidsthed.
- Rasmus Kragh (født 3. april 1989 i Skive) er en dansk bjergbestiger, bjergløber og orienteringsløber der er født og opvokset i Skive.
- Rasmus Krath (f. 1976), professionel eventyrer og foredragsholder med 1500 afholdte foredrag, der afvikles som foredragsshows ved brug af en lang række effekter.

### Fiktive
- Han Solo
- Lara Croft (og hendes far, Lord Richard Croft)
- MacGyver
- Robin Hood
- Tintin

### Bidrag og Betydning
Disse eventyrere har bidraget væsentligt til menneskehedens viden om geografi og naturvidenskab. Deres opdagelser har udvidet vores forståelse af verden og dens kulturer, økosystemer, og historie.

### Udfordringer og Risici
Eventyrernes rejser kan være fyldt med fare og usikkerhed. Mange står over for ekstreme vejrforhold, ukendte sygdomme, potentielt andre uforudsete udfordringer.

### Arv og Indflydelse
Eventyrernes bedrifter har haft varig indflydelse på verdenshistorien og har inspireret efterfølgende generationer af opdagelsesrejsende, forskere og eventyrere. Deres historier fortsætter med at fange fantasien og opmuntre til udforskning og opdagelse.